# Публий Корнелий Малугиненсис Кос
 За консулския военен трибун от 404 пр.н.е. вижте Публий Корнелий Малугиненсис.  
Публий Корнелий Малугиненсис Кос (на латински: Publius Cornelius Maluginensis Cossus) е политик на римската република. Произлиза от клон Малугиненсис-Кос на фамилията Корнелии.
През 395 пр.н.е. той е консулски военен трибун. През 393 пр.н.е. той е консул с Луций Валерий Поцит Попликола за колега.